# Gruvdriftens historia i Sverige
Den här artikel behandlar gruvdriftens historia i Sverige, för nutida gruvdrift se Pågående gruvdrift i Sverige
Gruvdrift har pågått länge i Sverige. Den dokumenterade historien går tillbaka till 1200-talet men är troligen mycket äldre än så. Det tidiga bergsbruket sköttes av så kallade bergslag. Gruvdriften och malmexport har länge varit en viktig del av Sveriges ekonomi. 

## Forntid och medeltid

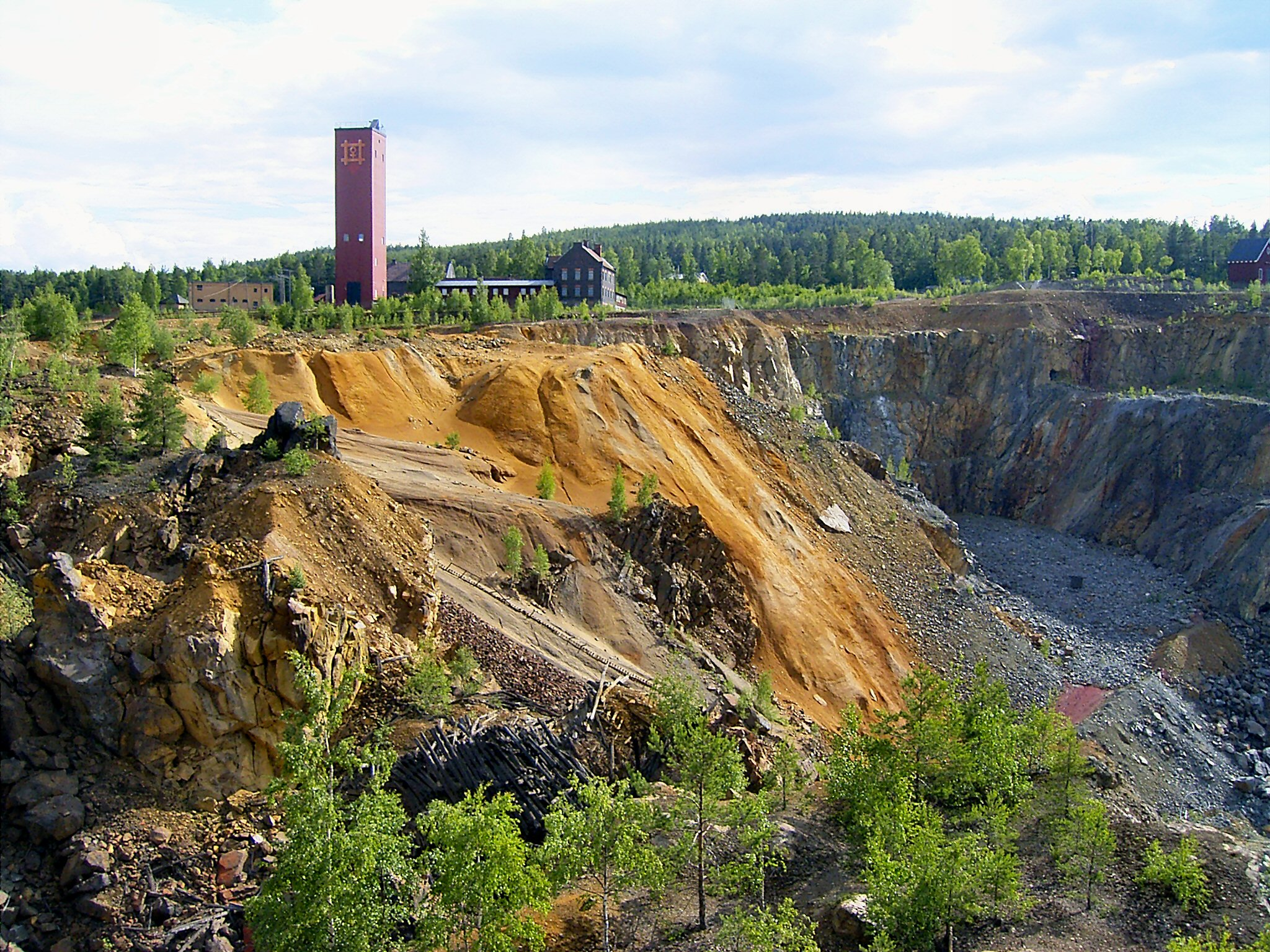
Falu koppargruva

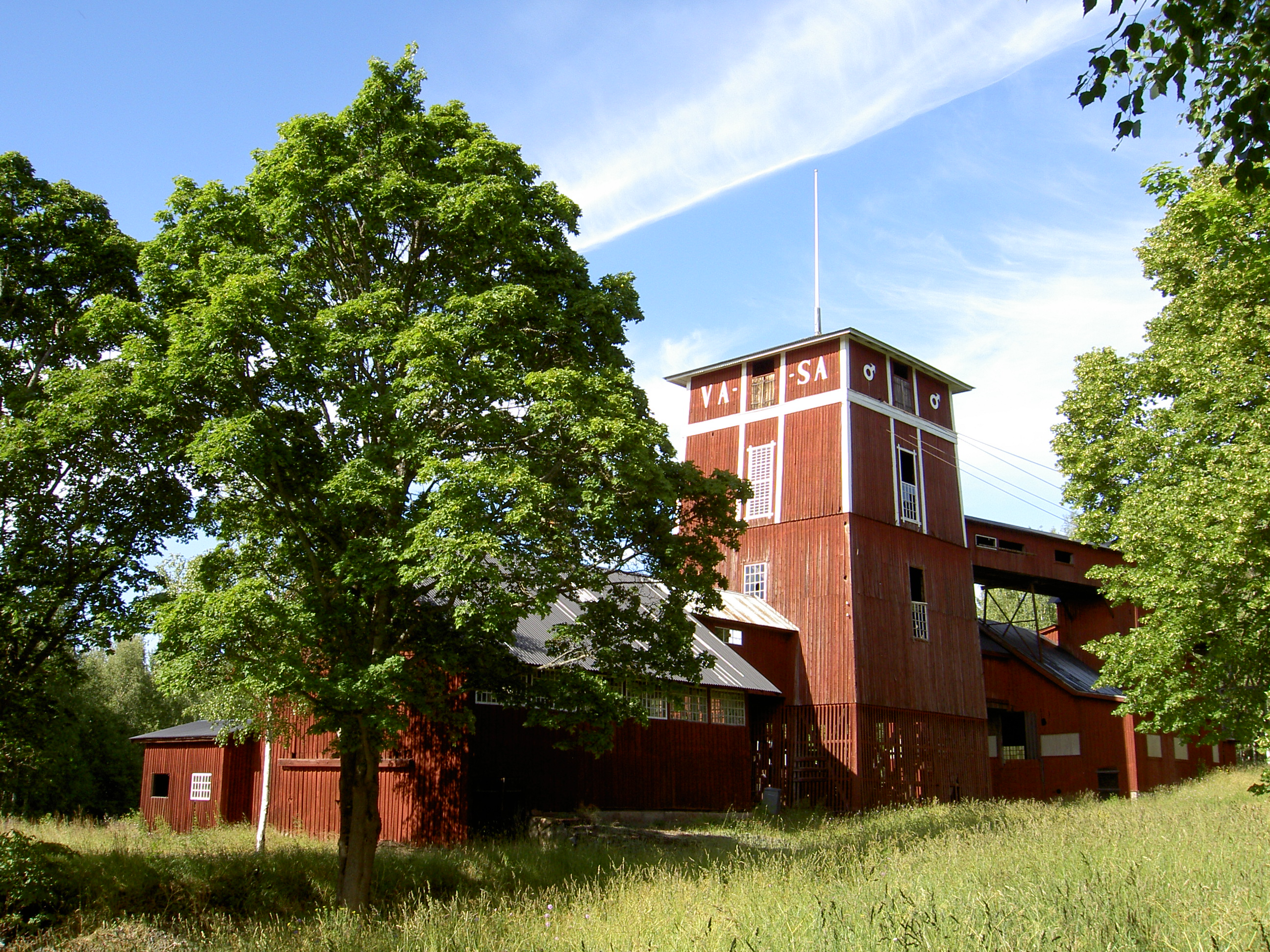
Bispbergs gruva

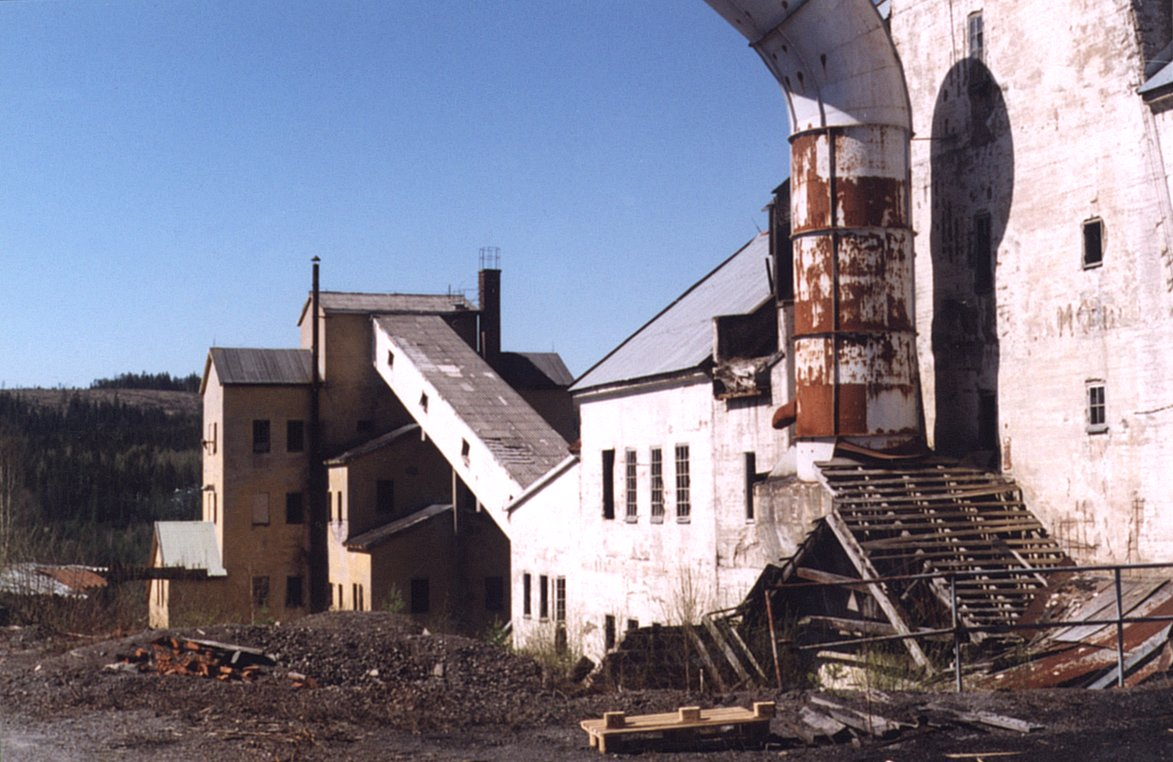
Ställbergsgruvan

Metallutvinning i Sverige skedde troligen långt före vår tideräknings början, och sannolikt var då myrmalmerna det första råmaterialet för denna verksamhet. Fullt säkra underrättelser angående bergsbruket i Sverige finns först från 1200-talet, med bergsordningar och bergsprivilegier, men av dessa framgår, att gruvdriften redan då var en gammal näring. Av de äldsta urkunderna rörande Sveriges gruvdrift framgår, att andliga personer hade dessa i förläning. Till exempel nämns i ett ännu befintligt dokument av 16 juni 1288, att biskop Peder i Västerås var delägare i Falu koppargruva, eller Tiskasjöberg, som den hette då. Dessa hade dock sina ordinarie arbetsuppgifter och deltog inte i brytningen eller annan konkret verksamhet. Gruvdriften var ett bergsregale, och genom bergsprivilegierna kom rekryteringen till bergslagen att underordnas kungamaktens förordningar.
I Sverige bedrevs det tidiga bergsbruket inom ramen för så kallade bergslag, grupper av bergsmän som var för sig ägde andelar i verksamheten, dock inte i malmen som tillhörde Kronan. Till bergslagen rekryterades nybyggare och andra genom bergsfriden, vilka hade täkterätt och andra förmåner. Över bergsmännen hade Bergskollegium tjänstemän på orten, som bergmästare och bergsfogde, som ledde arbetet. Till bergslagen rekryterades utländsk expertis i form av smeder med mera.
Den organiserade gruvdrift som uppstod under medeltiden ledde till en rusning till gruvorna. Denna folkvandring markerade början på en ny era när det gällde Sveriges bebyggelse. Nu började man för första gången bebygga bergen och de karga grusmarkerna som tidigare varit förbisedda, eftersom främst de bördiga slätterna och dalgångarnas rika växtlighet hade lockat till fast bosättning.
Länge höll man sig till malmbrytning i små, öppna dagbrott. Processen innebar att man först tände stockeldar på berget, och när stenen blivit upphettad hällde man på vatten. På grund av den kraftiga sammandragningen av stenen efter upphettningen uppstod sprickor i berget, vilket gjorde det möjligt att flisa stenen med spett. Detta medförde ett enormt slöseri med ved, men vid den tiden var det ännu inte något stort problem att spara på skogen, som fanns i riklig mängd. Först på 1600-talet började hördes klagomål över att skogen började minska i omfång.
Smältningen av järnmalm krävde också stora mängder ved. Metoden var i huvudsak densamma som tidigare använts för myrmalmen. Över tid hade de ursprungliga stensatta smältgroparna ersatts av riktiga ugnar. Dessa ugnar fylldes med ved och sedan lades malmen ovanpå. Med hjälp av blåsbälgar smältes, eller snarare uppmjukades, järnet till en seg massa. Bälgarna drevs antingen genom trampning eller med hjälp av vattenkraft som utvanns från de små bäckar som rann längs bergssluttningarna. Det järn som framställdes på detta sätt kallas osmundjärn. Med tiden gjordes bälgverken starkare, vilket ökade hettan i ugnarna och möjliggjorde verklig smältning av järnet. På så sätt uppkom stora masugnar, där tackjärn smältes.

## Den industriella revolutionen
Bergslagen var den dominerande administrativa formen för gruvdrift i Sverige in till mitten av 1700-talet, då andelar i gruvdrift började säljas och hanteras som bolag. Denna förändring drevs på av att gruvdriften under denna tid ställdes inför ekonomiska och tekniska krav som den gamla organisationsformen inte förmådde möta. Gruvorna blev helt ägda av företagare som inte själva arbetade i gruvorna. Arbetsförhållandena i gruvorna blev på många håll katastrofala.
Tekniskt sett såg gruvbrytningen ungefär likadan ut genom seklen fram till 1750-talet. De första större förändringarna var inom pumptekniken. Konster användes för att leda mekanisk kraft till pumpar. Där vattenkraft fanns tillgänglig förblev konstdrivna pumpar konkurrenskraftiga långt efter ångans genombrott.
De första ångmaskinerna konstruerades just för att länspumpa gruvor (i England) och de första ångmaskinerna i Sverige kom till Dannemora och Persberg (den senare togs i drift 1768). Bägge var problemdrabbade; ångmaskinen i Persberg kom till platsen redan 1766 men fick omedelbart byggas om, och när den väl fungerade till belåtenhet befanns det att den drog för mycket ved.
Just ved var det historiska gruvbrukets stora krav vid sidan om behovet att på något sätt pumpa upp vatten. Veden gick åt i stora mängder för att bryta samt smälta malmen och producera en metallråvara som är gångbar. I svenska sammanhang har tillgången på ved i närheten till gruvdriften varit en stor konkurrensfördel. Runt om de svenska järnbruken var skogen helt avverkad - på många håll var virke så dyrbart att inte ens bostäder byggdes med trävirke. Framställningen av träkol var en av de karaktäristiska binäringar som fanns runt gruvdriftområdena.
Tillmakning (upphettning med eld, avkylning med vatten) för att spräcka berget var det dominerande sättet att bryta malm i berg fram till nitroglycerinets och senare dynamitens genombrott. Pneumatiska borrar dök upp under 1900-talets första decennier.
De miserabla arbetsförhållandena i gruvorna gjorde att de på flera håll blev de första skådplatserna för konflikter när arbetarrörelsen växte sig starkare. Den första stora svenska strejken brukar anses vara Sundsvallsstrejken 1879, men redan 1869 hade de 400 gruvarbetarna i Persberg mangrannt lagt ned arbetet i 9 dagar efter att gruvledningen lagt fram förslag om nya försämrade arbets- och anställningsvillkor.

## 1900-talet
Under 1900-talet gjorde mekaniseringen sitt intåg inom gruvdriften: Handborrar och krutladdning ersattes av pneumatiska borrar och dynamit som i sin tur ersattes av borriggar och emulsionssprängämne. Lastning för hand med spade och fyllfat ersattes först med spårbundna kastlastare och sedan med gummihjulsburna gruvlastmaskiner. Svenska verkstadsföretag som Atlas Copco och Sandvik AB blev leverantörer till den lokala och globala gruvindustrin.
Den ökade mekaniseringen förbättrade arbetsmiljön och lönsamheten i gruvdriften men tvingade även många mindre gruvor som inte hade råd med investeringarna att lägga ner. Från att ha haft över 100 gruvor i drift vid seklets början var endast ett tiotal aktiva år 2000.